# Anolis loysiana
Anolis loysiana este o specie de șopârle din genul Anolis, familia Polychrotidae, descrisă de Auguste Henri André Duméril și Bibron 1837. Conform Catalogue of Life specia Anolis loysiana nu are subspecii cunoscute.